# 통투이
통투이(베트남어: Thông Thụy / 通瑞 통서 / 1034년 4월 ~ 1039년 6월)는 베트남 리 왕조(李朝) 태종(太宗) 리펏마(李佛瑪)의 두번째 연호이다.

## 개원
- 티엔타인(天成) 7년(1034년) 4월에 연호를 통투이(通瑞)로 개원함.[1][2]

- 통투이(通瑞) 6년(1039년) 6월에 연호를 깐푸흐우다오(乾符有道)로 개원함.[1][2]

## 연대 대조표
| 통투이     | 원년       | 2년        | 3년        | 4년        | 5년        | 6년        |
| 서기(西紀) | 1034년     | 1035년     | 1036년     | 1037년     | 1038년     | 1039년     |
| 간지(干支) | 갑술(甲戌) | 을해(乙亥) | 병자(丙子) | 정축(丁丑) | 무인(戊寅) | 기묘(己卯) |

## 동시대 연호

### 중국
북송(北宋)
- 경우(景祐) (1034년 ~ 1038년)
- 보원(寶元) (1038년 ~ 1040년)

요(遼)
- 중희(重熙) (1032년 ~ 1055년)

대리국(大理國)
- 정치(正治) (1027년 ~ 1041년)

서하(西夏)
- 현도(顯道) (1032년 ~ 1034년)
- 개운(開運) (1034년)
- 광운(廣運) (1034년 ~ 1036년)
- 대경(大慶) (1036년 ~ 1038년)
- 천수예법연조(天授禮法延祚) (1038년 ~ 1048년)

### 일본
- 조겐(長元) (1028년 ~ 1037년)
- 조랴쿠(長暦) (1037년 ~ 1040년)